# Paralelismo de datos
El paralelismo de datos es un paradigma de la programación concurrente que consiste en subdividir el conjunto de datos de entrada a un programa, de manera que a cada procesador le corresponda un subconjunto de esos datos. Cada procesador efectuará la misma secuencia de operaciones que los otros procesadores sobre su subconjunto de datos asignado.
Idealmente, esta ejecución simultánea de operaciones, resulta en una aceleración neta global del cómputo.
El paralelismo de datos es un paradigma suficientemente adecuado para operaciones sobre vectores y matrices, dado que muchas de ellas consisten en aplicar la misma operación sobre cada uno de sus elementos.